# Norma Crane
Norma Crane, nata Norma Anna Bella Zuckerman (New York, 10 novembre 1928 – Los Angeles, 28 settembre 1973), è stata un'attrice statunitense.

## Filmografia parziale

### Cinema
- Tè e simpatia (Tea and Sympathy), regia di Vincente Minnelli (1956)
- Una notte movimentata (All in a Night's Work), regia di Joseph Anthony (1961)
- Penelope, la magnifica ladra (Penelope), regia di Arthur Hiller (1966)
- L'onda lunga (The Sweet Ride), regia di Harvey Hart (1968)
- Omicidio al neon per l'ispettore Tibbs (They Call Me Mister Tibbs!), regia di Gordon Douglas (1970)
- Il violinista sul tetto (Fiddler on the Roof), regia di Norman Jewison (1971)

### Televisione
- The Man Behind the Badge – serie TV, un episodio (1954)
- Studio One – serie TV, 3 episodi (1953-1956)
- General Electric Theater – serie TV, un episodio (1957)
- I racconti del West (Dick Powell's Zane Grey Theater) – serie TV, un episodio (1957)
- The Millionaire – serie TV, un episodio (1957)
- Kraft Television Theatre – serie TV, un episodio (1958)
- Man with a Camera – serie TV, episodio 1x07 (1958)
- Alfred Hitchcock presenta (Alfred Hitchcock Presents) – serie TV, 3 episodi (1956-1959)
- Playhouse 90 – serie TV, un episodio (1959)
- Peter Gunn – serie TV, episodio 2x14 (1959)
- I detectives (The Detectives) – serie TV, episodio 1x26 (1960)
- The Islanders – serie TV, un episodio (1960)
- La città in controluce (Naked City) – serie TV, 2 episodi (1959-1961)
- Gli intoccabili (The Untouchables) – serie TV, 3 episodi (1960-1961)
- Have Gun - Will Travel – serie TV, 4 episodi (1958-1961)
- Gunsmoke – serie TV, 2 episodi (1959, 1961)
- 87ª squadra (87th Precinct) – serie TV, un episodio (1961)
- The Nurses – serie TV, un episodio (1963)
- Ben Casey – serie TV, 2 episodi (1962-1963)
- Assistente sociale (East Side/West Side) – serie TV, un episodio (1963)
- La parola alla difesa (The Defenders) – serie TV, 2 episodi (1961-1965)
- Il fuggiasco (The Fugitive) – serie TV, un episodio (1965)
- La grande vallata (The Big Valley) – serie TV, un episodio (1966)
- Organizzazione U.N.C.L.E. (The Man from U.N.C.L.E.) – serie TV, un episodio (1967)
- Insight – serie TV, un episodio (1967)
- Squadra speciale anticrimine (The Felony Squad) – serie TV, episodio 1x21 (1967)
- Il grande teatro del West (The Guns of Will Sonnett) – serie TV, un episodio (1969)
- F.B.I. (The F.B.I.) – serie TV, 2 episodi (1967-1970)
- I nuovi medici (The Bold Ones: The New Doctors) – serie TV, 2 episodi (1969-1972)
- Il giovane Dr. Kildare (Young Dr. Kildare) – serie TV, un episodio (1972)
- Doris Day Show (The Doris Day Show) – serie TV, un episodio (1973)

## Doppiatrici italiane
- Giuliana Maroni in Tè e simpatia
- Lydia Simoneschi in Una notte movimentata
- Rita Savagnone in Penelope, la magnifica ladra
- Anna Miserocchi in Il violinista sul tetto